# Теракота
Теракота или исто terra cotta (лат.: „печена глина“) је врста керамике. Употребљава се за израду керамике водовода или декорацију грађевина. Има загаситонаранџасту боју.
Теракота је у старом веку коришћена за израђивање скулптурица од керамике опека или покривача кровова. Најстарије скулптурице од теракоте су сушене на сунцу а касније су паљене на отвореном огњишту у пепелу а каснија већ у пећима при великим температурама као и данас.
Стари грци су пекли фигурице од теракоте а позната су и дела која су већег формата од теракоте као што је „Зевс отима Ганимеда“. Етрурци су употребљавали теракоту за екстерно украшавање својих храмова скулптурама. Између 210.-тих година п. н. е. је кинески цар дао да се са њима у његовом гробу сахрани преко 8.000 војника и коња од теракоте. Француски скулптор А. Е. Кариер-Белусе („Albert-Ernest Carrier-Belleuse“) употребљавао је за своје дело које је представљало кентаура како односи Хиподамеју управо теракоту. Пример за масовно искориштавање теракоте као архитектонске декорације су грађевине у викторијанском стилу у Бирмингему у Енглеској.
- Индијска скулптура од теракоте Hanumana
- Декорација од теракоте у Kantaji
- Етрурски саркофаг са брачним паром од теракоте
- Музеј природне историје у Лондону — типична грађевина у викторијанском стилу

## Spoljašnje veze
- Članak o upotrebi terakote na objektima u viktorijanskom stilu (engleski)
- Tile Heritage Foundation (engleski)
- Friends of Terra Cotta - neprofitna organizacija koja se bavi terakotom. (engleski)
- Tiles and Architectural Ceramics Society (engleski)